# Jaguar X351
Der Jaguar X351 war eine Oberklasselimousine der XJ-Reihe des britischen Automobilherstellers Jaguar Cars. Die offizielle Weltpremiere war am 9. Juli 2009 in der Saatchi Gallery in London, zuvor wurde das Fahrzeug allerdings bereits auf der Auto Shanghai im April 2009 gezeigt. Der Designer des Fahrzeuges war Ian Callum. Am 5. Juli 2019 lief die Produktion der Limousine ersatzlos aus. Ein Nachfolgemodell, das batterieelektrisch angetrieben werden sollte, wurde für 2020 angekündigt, kam aber nicht.

## Geschichte
Mit dem neuen Jaguar der Baureihe XJ wurde Anfang 2010 ein komplett neues Auto auf den Markt gebracht. Während sich die äußere Form bei den letzten Baureihen wenig gewandelt hatte, war dies beim X351 nicht der Fall. Der XJ hatte sich grundlegend verändert und wirkte wuchtiger als seine Vorgänger; dazu trug auch der neue Kühlergrill bei, auf dem sich das Firmenlogo befand. Insgesamt orientierte sich das Design des X351 an dem des XF. Der Grundpreis betrug nun 79.750 Euro. Die Hauptkonkurrenten des Jaguar XJ waren die Mercedes-Benz S-Klasse, der VW Phaeton, der BMW 7er, der Audi A8 sowie der Lexus LS. 2012 wurden nach Angaben des Kraftfahrt-Bundesamtes 427 Jaguar XJ in Deutschland neu zugelassen, davon 369 Fahrzeuge durch gewerbliche Halter. 2015 erhielt der XJ ein umfassendes Facelift, das unter anderem LED-Scheinwerfer und -Rückleuchten einführte.

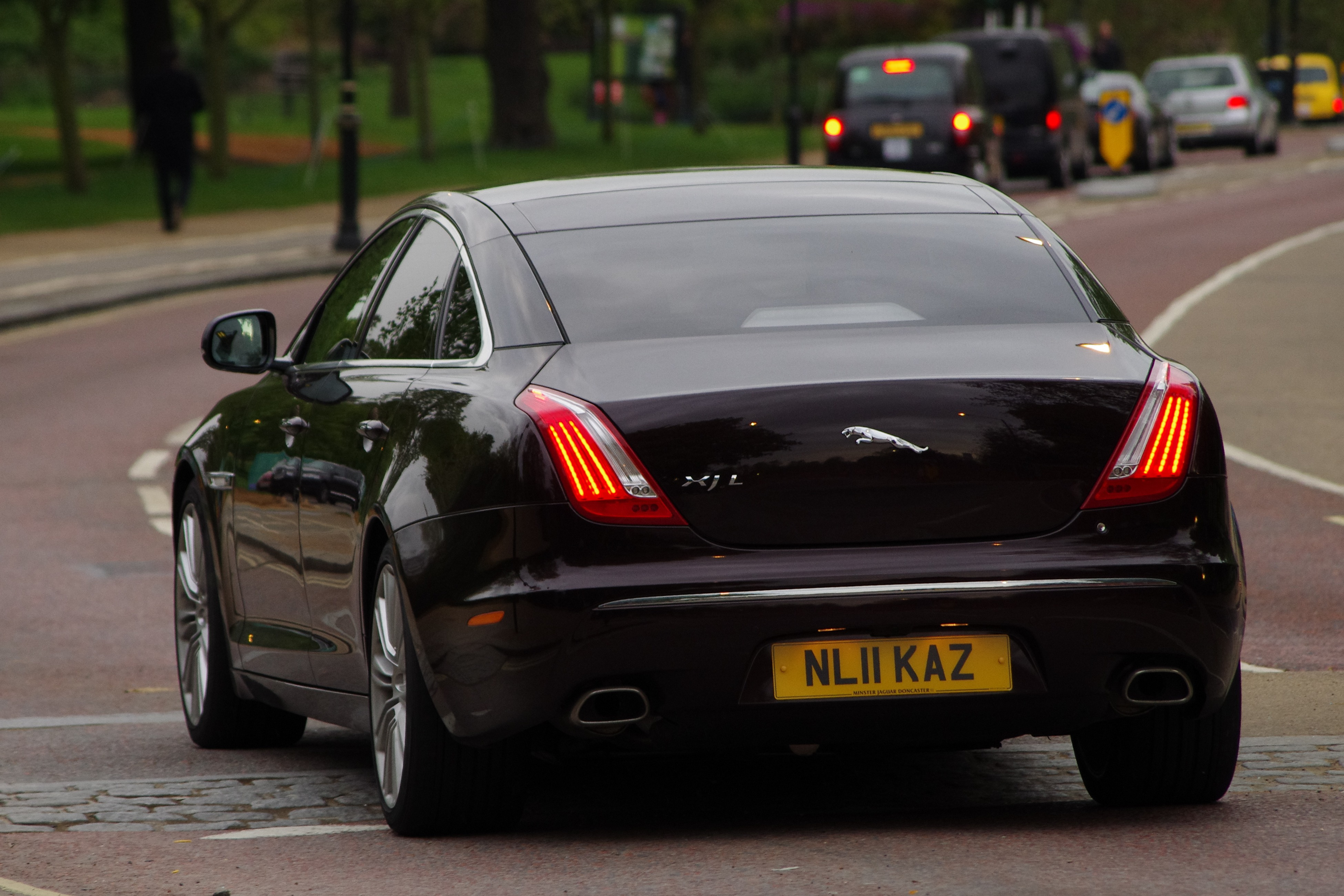
Heckansicht
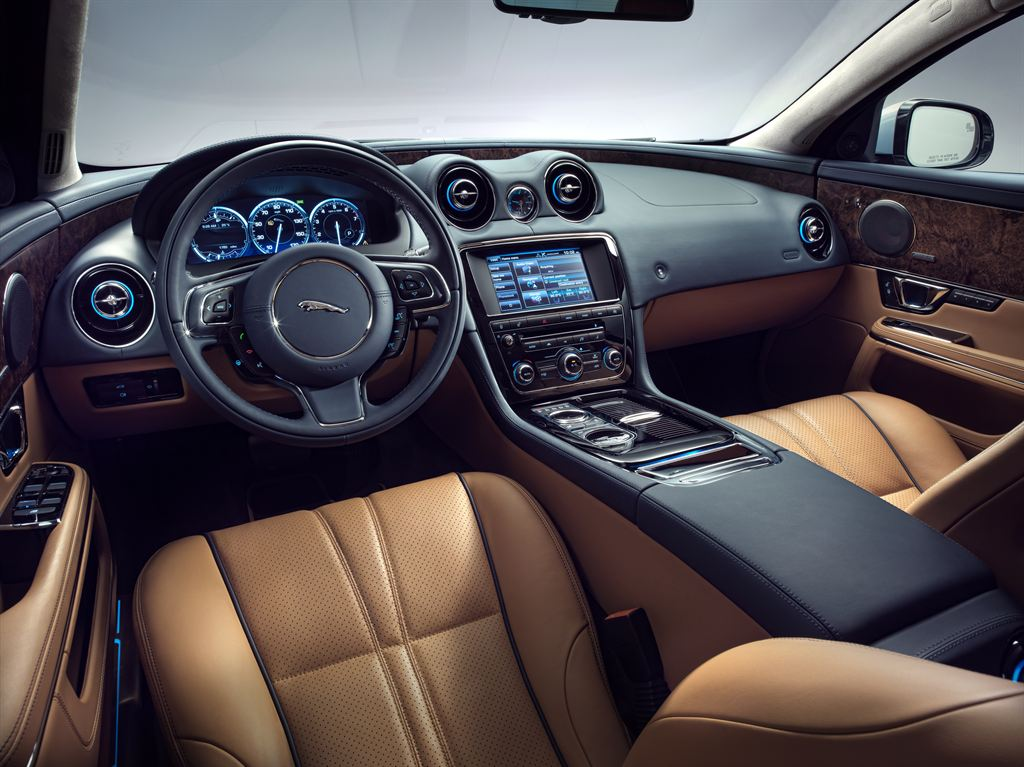
Innenraum
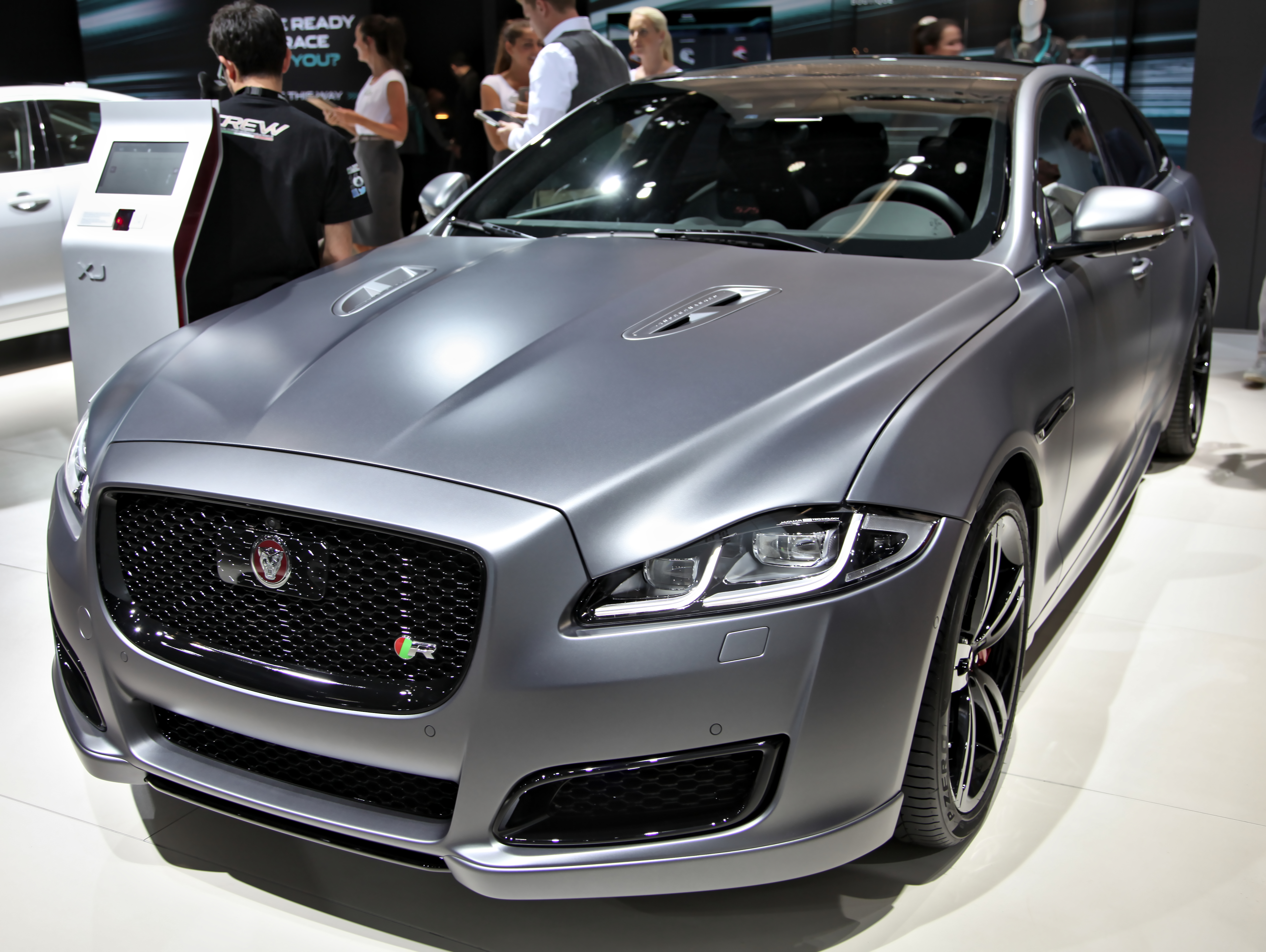
Jaguar XJR575
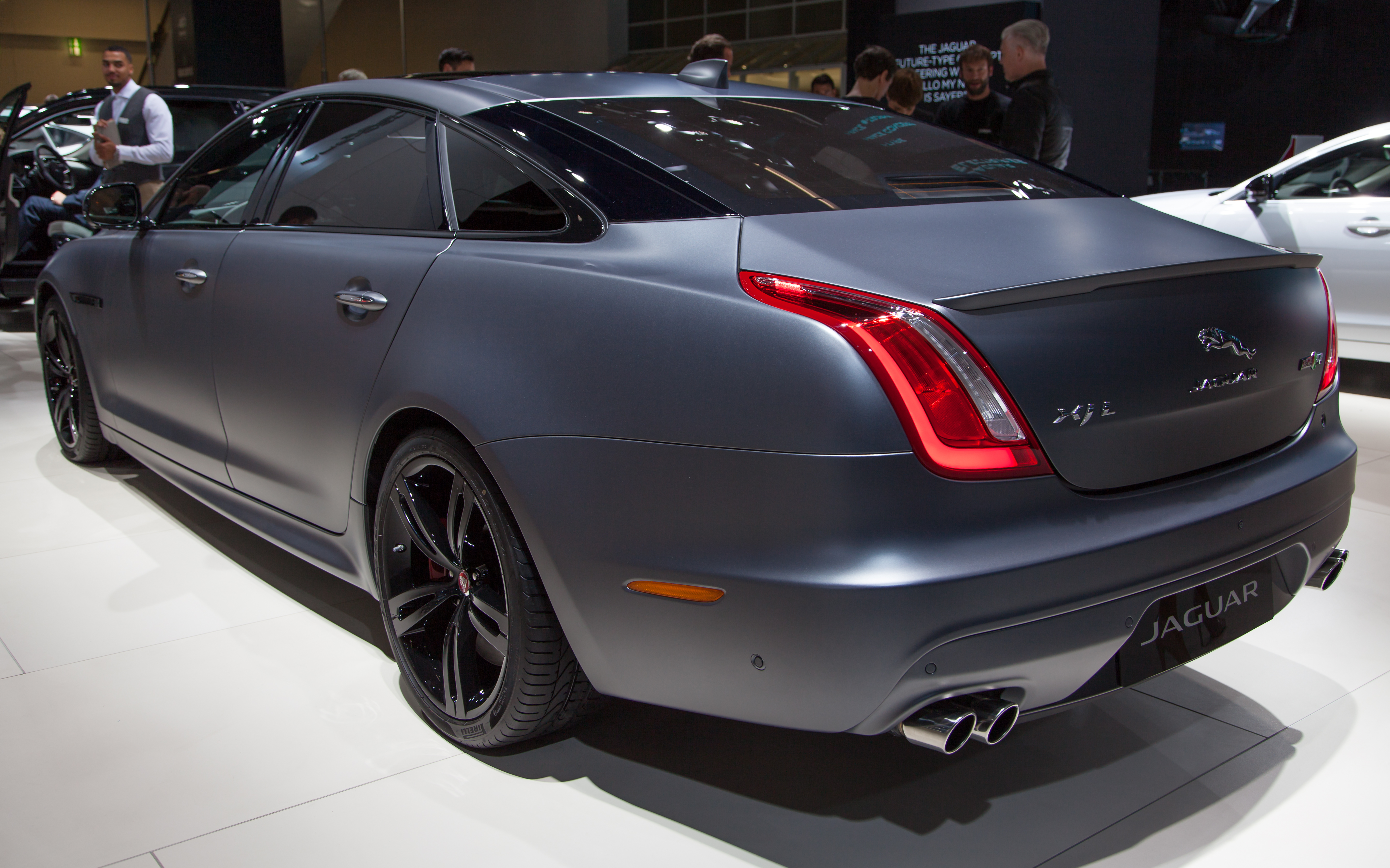
XJR575 Heckansicht

## Technik

### Antrieb
Für den X351 waren drei verschiedene Motoren verfügbar, deren Kraft über ein 8-Stufen-Automatikgetriebe übertragen wird. Bis auf die beiden XJR-Varianten war die Höchstgeschwindigkeit bei jedem Motor auf 250 km/h begrenzt.
Bei dem Getriebe handelt es sich um das sogenannte Jaguar Sequential Shift, ein 8-Stufen-Automatikgetriebe von ZF. In den Stellungen D und S (für Sport) werden die Drosselklappenstellung, die Auslöseschwelle der Dynamic Stability Control und die Schaltzeitpunkte an den Fahrstil angepasst. Über einen Drehschalter auf der Mittelkonsole, den JaguarDrive Selector, lassen sich die Antriebsprogramme anwählen, die Fahrstufen lassen sich auch mit Schaltwippen am Lenkrad wechseln.

### Ausstattung
Jaguar bot beim X351 viele Ausstattungsmerkmale an, einige davon gehörten zur Serienausstattung, andere waren auf Wunsch erhältlich und aufpreispflichtig. Wie beim Vorgänger war ein langer Radstand verfügbar: 3157 mm statt 3032 mm.
- Das Keyless-Entry-System Jaguar Smart Key System ermöglicht Entriegelung und Starten des Fahrzeugs ohne Bedienung des Schlüssels
- 2-Zonen- und 4-Zonen-Klimaautomatik
- Das Jaguar iTech-System ist ein Infotainmentsystem mit zwei Bildschirmen und Sprachsteuerung.
- Einige Systeme zur Verbesserung der Fahrdynamik wie beispielsweise das 6-Stufen-Automatikgetriebe Jaguar Sequential Shift.

Der X351 war in vier Designlinien verfügbar, die sich in der Serienausstattung und der Motorisierung unterscheiden. Die Basisausstattung „Luxury“ war nur mit dem 3-Liter-Dieselmotor lieferbar, der aber auch für die drei anderen Ausstattungslinien erhältlich war. Die Ausstattungen „Premium Luxury“ und „Portfolio“ wurden zusätzlich mit einem 5-Liter-V8-Ottomotor angeboten, für die Linie „Supersport“ war stattdessen eine aufgeladene Variante des V8 erhältlich.

### Technische Daten
| Bauzeitraum                                 | 10/2012–04/2018                       | 10/2012–07/2019 3            | 11/2009–10/2012              | 11/2009–10/2013                   | 10/2013–10/2017              | 10/2017–07/2019 3                 | 11/2009–08/2015                                            | 09/2015–07/2019                                            |             |             |             |
| Motor                                       | Ottomotor                             | Ottomotor                    | Ottomotor                    | Ottomotor                         | Ottomotor                    | Ottomotor                         | Dieselmotor                                                | Dieselmotor                                                | Dieselmotor | Dieselmotor | Dieselmotor |
| Motorbauart                                 | 4-Zylinder-Reihenmotor mit Turbolader | V6-Ottomotor mit Kompressor  | V8-Ottomotor                 | V8-Ottomotor mit Kompressor       | V8-Ottomotor mit Kompressor  | V8-Ottomotor mit Kompressor       | V6-Dieselmotor mit Turbolader und Common-Rail-Einspritzung | V6-Dieselmotor mit Turbolader und Common-Rail-Einspritzung |             |             |             |
| Hubraum                                     | 1999 cm³                              | 2995 cm³                     | 5000 cm³                     | 5000 cm³                          | 5000 cm³                     | 5000 cm³                          | 2993 cm³                                                   | 2993 cm³                                                   |             |             |             |
| Leistung                                    | 177 kW (240 PS) bei 5500/min          | 250 kW (340 PS) bei 6500/min | 283 kW (385 PS) bei 6500/min | 375 kW (510 PS) bei 6000–6500/min | 405 kW (550 PS) bei 6500/min | 423 kW (575 PS) bei 6250–6500/min | 202 kW (275 PS) bei 4000/min                               | 221 kW (300 PS) bei 4000/min                               |             |             |             |
| Drehmoment                                  | 340 Nm bei 2000–4000/min              | 450 Nm bei 3500–5000/min     | 515 Nm bei 3500/min          | 625 Nm bei 2500–6500/min          | 680 Nm bei 2500–5500/min     | 700 Nm bei 3500–4500/min          | 600 Nm bei 2000/min                                        | 700 Nm bei 2000/min                                        |             |             |             |
| Getriebe                                    | 8-Stufen-Automatikgetriebe            | 8-Stufen-Automatikgetriebe 4 | 8-Stufen-Automatikgetriebe 4 | 8-Stufen-Automatikgetriebe 4      | 8-Stufen-Automatikgetriebe 4 | 8-Stufen-Automatikgetriebe 4      | 8-Stufen-Automatikgetriebe 4                               | 8-Stufen-Automatikgetriebe 4                               |             |             |             |
| Beschleunigung, 0 bis 100 km/h              | 7,5 s                                 | 5,9 s                        | 5,7 s                        | 4,9 s                             | 4,6 s                        | 4,4 s                             | 6,4 s                                                      | 6,2 s                                                      |             |             |             |
| Höchstgeschwindigkeit                       | 241 km/h                              | 250 km/h (abgeregelt)        | 250 km/h (abgeregelt)        | 250 km/h (abgeregelt)             | 280 km/h (abgeregelt)        | 300 km/h (abgeregelt)             | 250 km/h (abgeregelt)                                      | 250 km/h (abgeregelt)                                      |             |             |             |
| Kraftstoffverbrauch (auf 100 km kombiniert) | 9,3 l Super                           | 9,6 l Super                  | 11,4 l Super                 | 11,6 l Super                      | 11,1 l Super                 | 6,1 l Diesel                      | 5,7 l Diesel                                               |                                                            |             |             |             |
| CO2-Emission, kombiniert                    | 216 g/km                              | 224 g/km                     | 264 g/km                     | 270 g/km                          | 264 g/km                     | 159 g/km                          | 149 g/km                                                   |                                                            |             |             |             |
| Leergewicht                                 | 1735 kg                               | 1755 kg                      | 1755 kg                      | 1870 kg                           | 1875 kg                      | 1775 kg                           | 1835 kg                                                    |                                                            |             |             |             |

### Infotainmentsystem

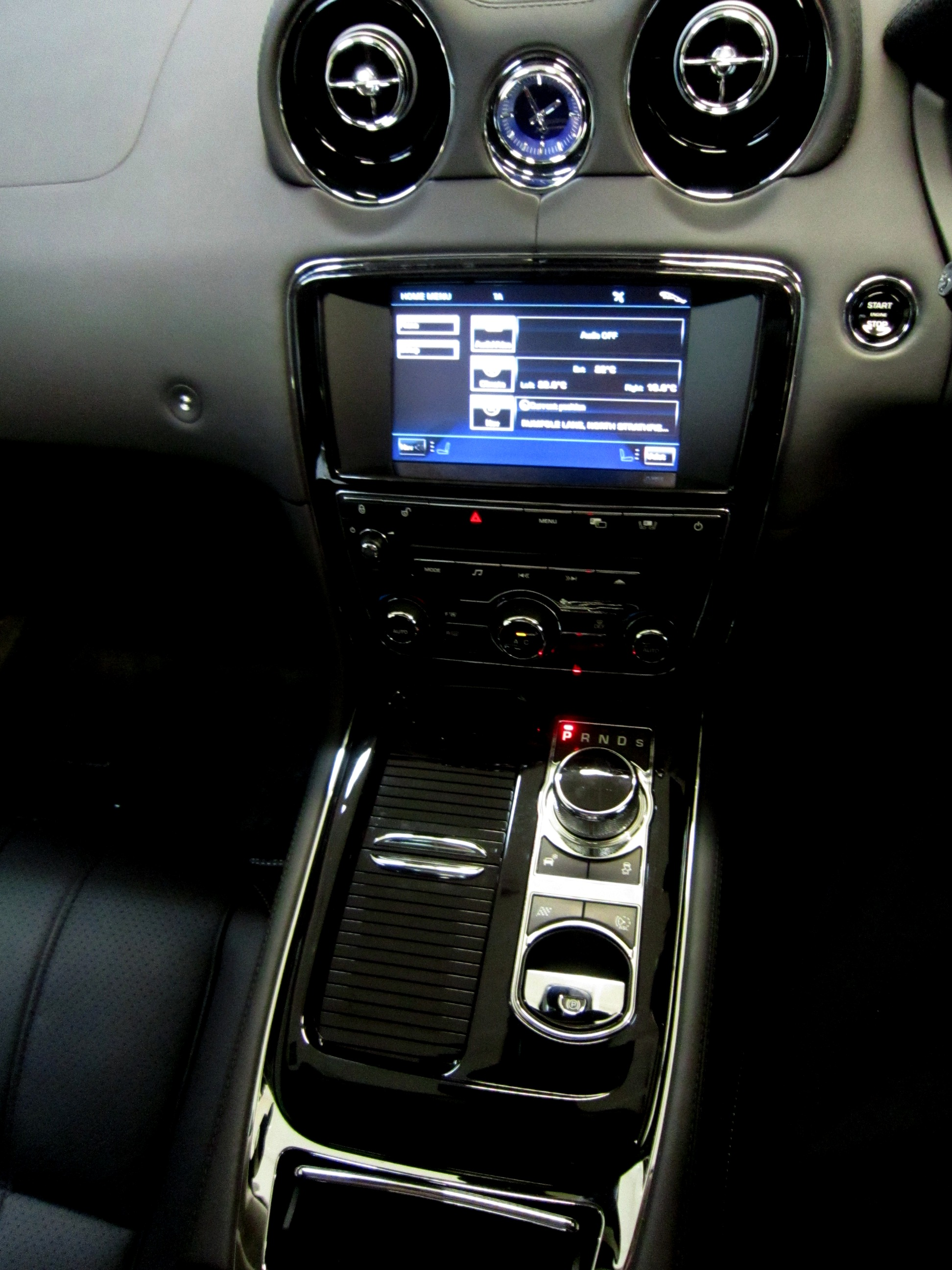
Infotainmentsystem

Das von Jaguar als iTech-System bezeichnete Infotainmentsystem besteht aus zwei Bildschirmen mit Sprach- und Lenkradsteuerung. Vom Lenkrad lässt sich das System über zwei mit dem Daumen zu bedienende Schalter auf der linken und rechten Seite der Lenkradnabe sowie zwei Fünf-Wege-Touchpads auf den Lenkradspeichen bedienen. Mit der Sprachsteuerung können das Navigationssystem und die Touchscreen-Anzeige gesteuert sowie Telefonate getätigt werden.
Der erste Bildschirm ist hinter dem Lenkrad platziert und zeigt virtuelle Instrumente an, die das herkömmliche Kombiinstrument ersetzen. Bei Bedarf werden einzelne Instrumente ausgeblendet und Meldungen (z. B. des Navigationssystems) oder Auswahlmenüs (z. B. für Radiosender) angezeigt.
Der zweite Bildschirm ist ein Touchscreen in der Mittelkonsole, über den Multimediaanlage, Navigationssystem, Telefon und Klimaanlage bedient werden. Über einen sogenannten Dual-View-Modus können sich Fahrer und Beifahrer auf demselben Bildschirm unterschiedliche Inhalte ansehen und über Funkkopfhörer unterschiedliche Audio-Kanäle hören.
Das Satelliten-Navigationssystem verwendet eine Festplatte zur Speicherung und zeigt bei niedrigem Kraftstoffstand automatisch nahegelegene Tankstellen an.
Die Multimedia-Anlage verfügt über ein CD-Laufwerk und eine 30-GB-Festplatte. Auf der Festplatte können CDs und Daten für das Navigationssystem gespeichert werden. Medienspeichergeräte können über USB, Bluetooth und 3,5-mm-Klinkenstecker angeschlossen werden. Es sind zwei Stereo-Lautsprechersysteme (400 W oder 600 W) sowie ein 1200-W-Surround-Sound-System von Bowers & Wilkins erhältlich. Zusätzlich ist ein TV-Empfänger für analoges und digitales Fernsehen erhältlich. Im Fond sind zwei 8-Zoll-LCD-Bildschirme und eine USB-Schnittstelle vorhanden.

### Sicherheit
Die Karosserie des XJ ist aus Aluminium und Magnesium gefertigt. Bauteile aus stranggepresstem, gestanztem und Guss-Aluminium wurden mit Nieten, Epoxid-Verklebung und Partiell-Verschraubung montiert, um eine stabile Monocoque-Konstruktion zu bilden. Durch die so erlangte Steifigkeit muss bei einer Kollision weniger Energie absorbiert werden, zudem wird die Karosserie stabiler.
Die Vordersitze weisen ein Schleudertrauma-Reduktionssystem auf, das den Kopf stützt, indem die Kopfstützen im Falle eines Aufpralls nach vorn bewegt werden. Das aktive Sicherheitsgurtsystem reagiert auf harte Kurvenfahrten oder starke Abbremsung. Dabei ziehen elektrische Motoren die vorderen Sicherheitsgurte zunehmend fester, wodurch die Insassen in die Rückenlehnen gedrückt werden. Die Spannung in den Gurten wird wieder vermindert, wenn die Straße gerader bzw. die Fahrt entspannter wird.
Die Motorhaube hat eine automatisch gesteuerte, energieabsorbierende Funktion, durch die sie bei einer Kollision mit einem Fußgänger im Frontbereich des Fahrzeugs leicht angehoben wird.
Die adaptive Geschwindigkeitsregelung (ACC) nutzt ein hinter der Frontstoßstange verborgenes Mikrowellenradar, das den Verkehr beobachtet und vor möglichen Gefahren warnt und den Abstand zum vorausfahrenden Fahrzeug hält. Der Notfall-Bremsassistent berechnet den Abstand und die Näherungsgeschwindigkeit zum vorausfahrenden Fahrzeug, außerdem werden die Bremsen voraktiviert, um so die Aufprallgeschwindigkeit zu verringern, falls eine Kollision unvermeidlich erscheint.
Das wahlweise erhältliche Warnsystem „Toter Winkel“ warnt mithilfe von Radarsensoren durch ein gelbes Warnsymbol in den Außenspiegeln vor überholenden Fahrzeugen im toten Winkel. Ebenso ist ein Reifendruckkontrollsystem auf Wunsch lieferbar.
Zum Diebstahlschutz verfügt der X351 über eine perimetrische Diebstahlwarnanlage mit automatischer Türverriegelung beim Losfahren.

## Sonderfahrzeuge
Der bis 2016 amtierende britische Premierminister David Cameron wählte den XJ in der Variante Sentinel als Dienstfahrzeug. Jaguar hatte das Sonderschutzfahrzeug mit dem höchsten Schutzgrad B7 auf der Moscow Motor Show im August 2010 vorgestellt. Die Panzerung soll 15 Kilogramm schweren TNT-Bomben standhalten, es erfolgte eine Zertifizierung (Qualitätsbeurteilung) durch die unabhängige Organisation QinetiQ. Optisch unterscheidet sich der Sentinel kaum von der normalen Ausführung, er wiegt durch die Panzerung 3,3 Tonnen. Von 0 auf 100 km/h beschleunigt es in 9,7 Sekunden. Die Höchstgeschwindigkeit beträgt 250 km/h. Im Februar 2011 wurde der Wagen zum Preis von 200.000 £ bzw. 232.000 € (Umrechnungskurs März 2011) ausgeliefert. Auch seine Nachfolgerin Theresa May benutzte dieses Fahrzeug, genau wie deren Nachfolger Boris Johnson.
Der von Jaguar autorisierte Karosseriebauer Wilcox Limousines mit Sitz in Chalfont St Peter (Buckinghamshire) in England stellte eine verlängerte Version des XJ her. Das Fahrzeug verfügt über drei Sitzreihen und zwei zusätzliche Türen. Die Unternehmung wurde 1934 gegründet und arbeitet seit 1969 mit Jaguar Cars zusammen.